# Jüdisch-babylonisches Aramäisch

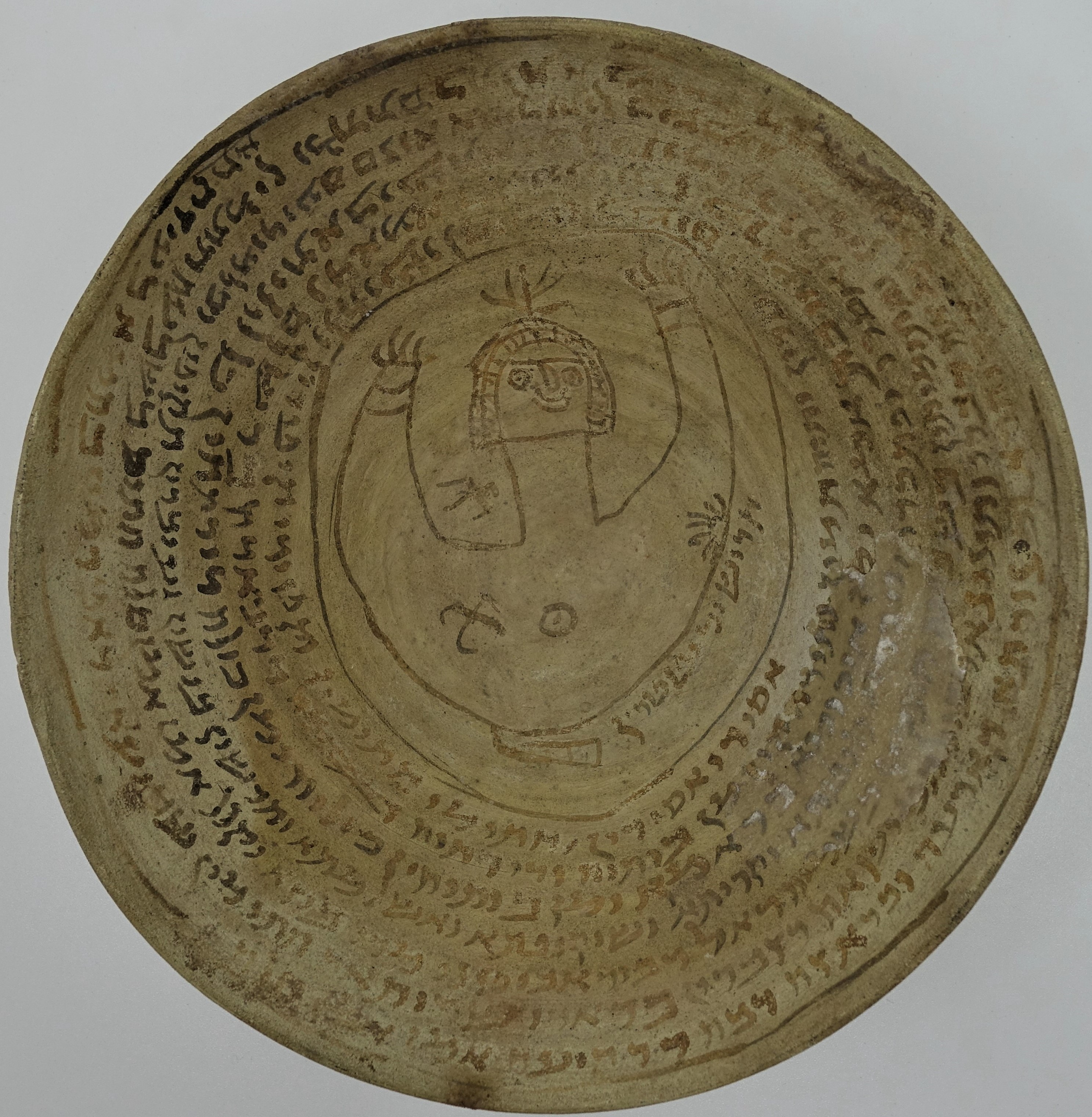
Zauberschale, datiert zwischen 400 und 800, mit jüdisch-babylonisch aramäischer Inschrift, verfasst in hebräischer Quadratschrift
(Sammlung des Jüdischen Museums der Schweiz)

Jüdisch-babylonisches Aramäisch ist die Form des Aramäischen, die von Schreibern in Babylonien zwischen dem 2. und 12. nachchristlichen Jahrhundert verwendet wurde. Es ist insbesondere als die Sprache des Babylonischen Talmuds (Mischna und Gemara, die im siebten Jahrhundert abgeschlossen wurden) und der geonischen Literatur bekannt, die als die bedeutendsten Kulturgüter der babylonischen Juden betrachtet werden. Die wichtigsten epigraphischen Quellen für den Dialekt sind hunderte von aramäischen Zauberschalen.

## Klassifikation
Die Sprache ist eng verwandt mit anderen ostaramäischen Dialekten wie z. B. Mandäisch und Syrisch (Edessenisch-Syrisch). Jüdisch-babylonisches Aramäisch ist die Sprachform, die etwa im ersten Jahrtausend n. Chr. von der jüdischen Bevölkerungsgruppe in der historischen Region Babylonien gesprochen wurde (heute südlicher und mittlerer Irak). Wie viele jüdische Sprachen ist sie durchsetzt mit hebräischen Lehnwörtern. Im Babylonischen Talmud ist in dieser Sprache die Gemara verfasst, die älteste Kommentarspalte, die aus den aufgezeichneten Dialogen der Rabbiner in Sura und Pumbedita besteht. Durch die Gemara des Babylonischen Talmuds ist Jüdisch-babylonisches Aramäisch besonders gut überliefert. Andere Teile im Aufbau des Talmud, die ursprünglich zu kommentierende Mischna, die jüngeren Kommentarspalten von Raschi und die übrigen Kommentare (Tosafot) sind dagegen auf Hebräisch verfasst.
Die ursprüngliche Aussprache ist unsicher und wurde mit der Hilfe von verwandten Dialekten, der Lesetradition der jemenitischen Juden und, soweit vorhanden, der irakischen, syrischen und ägyptischen Juden rekonstruiert. Die Bedeutung der jemenitischen Lesetradition wurde von einigen Wissenschaftlern infrage gestellt. Die von heutigen Juden gewöhnlich verwendete Aussprache aramäischer Texte aus der Bibel und dem jüdischen Gebetbuch stellt einen anderen Dialekt dar und ist wenig hilfreich für diesen Zweck.
Talmudisches Aramäisch besitzt eher die Merkmale einer Fachsprache zum Studium und für rechtliche Argumentationen, wie z. B. Law French in England oder Jersey Legal French auf Jersey, als dass es als eine umgangssprachliche Muttersprache betrachtet werden kann, und wurde für diese Zwecke noch lange, nachdem Arabisch zur Alltagssprache geworden war, genutzt. Es enthält eine Fülle rechtsphilosophischer Termini, wie beispielsweise tijuvta (aramäisch: תְּיוּבְתָּא ‚Einwand‘) und tequm (aramäisch: תֵּיקוּם ‚Lasst es stehen‘), die auch heute noch in juristischen jüdischen Schriften verwendet werden und die auch das moderne Ivrit beeinflusst haben.
Wie andere Formen des Jüdisch-Aramäischen wird auch das Jüdisch-babylonische mit der Quadratschrift geschrieben.

## Heute
Die Sprache wurde wissenschaftlich erforscht. Kenntnisse der jüdisch-aramäischen Sprache kann man sich an der Hochschule für Jüdische Studien Heidelberg aneignen.

## Grammatik
Die Verb-Konjugationsstämme bestehen aus den Verb-Grundstämmen „Pe'al“ פְּעַל (Aktiv) und „Itpe'el“ אִתְפְּעֵל (Passiv), den Verb-Kausativ-Stämmen „Af'el“ אַפְעֵל (Aktiv) und „Ittaf'al“ אִתַפְעַל (Passiv) sowie den Verb-Doppelungs-Stämmen „Pa'el“ פַּעֵל (Aktiv) und „Itpa'al“ אִתְפַּעַל (Passiv).
| Verb-Konjugationsstamm Babylon. aramäisch | Verb-Konjugationsstamm Babylon. aramäisch | Verb-Konjugationsstamm hebräisch | Verb-Konjugationsstamm hebräisch | Beispiel auf aramäisch | deutsche Übersetzung                        |
| פְּעַל                                       | Pe'al                                     | קַל                               | Kal/Pa'al                        | כְּתַב                    | er schrieb                                  |
| אִתְפְּעֵל                                     | Itpe'el                                   | נִפְעַל                             | Niffal                           | אִתְכְּתֵיב                 | es wurde schriftlich festgehalten           |
| אַפְעֵל                                      | Af'el                                     | הִפְעִיל                            | Hifil                            | אַפְקֵיד                  | er ließ es verwahren                        |
| אִתַפְעַל                                     | Itaff'al                                  | הָפְעַל                             | Hofal                            | אִתַפְקַד                  | es wurde verwahrt                           |
| פַּעֵל                                       | Pa'el                                     | פִּעֵל                              | Pi'el                            | קַדֵיש                   | er heiligte                                 |
| אִתְפַּעַל                                     | Itpa'al                                   | נִתְפַּעַל                            | Nitpa'al                         | וְיִתְקַדַּשׁ שְׁמֵהּ רַבָּא         | geheiligt werde sein großer Name (Kaddisch) |